# District d'Ujjain
Le district d'Ujjain  (hindi : उज्जैन जिला) est un district  de l'état du Madhya Pradesh, en Inde,

## Géographie
Au recensement de 2011, sa population compte 1 986 597 habitants.
Son chef-lieu est la ville de Ujjain. 